# Ца-Веденское сельское поселение
Ца-Веденское се́льское поселе́ние — муниципальное образование в Веденском районе Чечни Российской Федерации.
Административный центр — село Ца-Ведено.

## История
Статус и границы сельского поселения установлены Законом Чеченской Республики от 20 февраля 2009 года № 14-РЗ «Об образовании муниципального образования Веденский район и муниципальных образований, входящих в его состав, установлении их границ и наделении их соответствующим статусом муниципального района и сельского поселения».

## Население
| 2010  | 2012  | 2013  | 2014  | 2015  | 2016  | 2017  |
| ----- | ----- | ----- | ----- | ----- | ----- | ----- |
| 2812  | ↗2839 | ↗2862 | ↗2903 | ↗2955 | ↗2978 | ↗3031 |
| 2018  | 2019  | 2020  | 2021  | 2023  | 2024  |       |
| ↗3043 | ↗3060 | ↗3069 | ↘2580 | ↗2600 | ↗2607 |       |

## Состав сельского поселения
| № | Населённый пункт  | Тип населённого пункта       | Население |
| - | ----------------- | ---------------------------- | --------- |
| 1 | Верхатой          | село                         | ↗971      |
| 2 | Верхнее Ца-Ведено | село                         | ↗556      |
| 3 | Ца-Ведено         | село, административный центр | ↘1285     |